# Uit het dagboek van Mega Mindy
De special Uit het dagboek van Mega Mindy was een speciale aflevering van het televisieprogramma Mega Mindy, uitgebracht in  juni 2008.

## Het verhaal
Mieke schrijft in haar kamer op haar bed in haar dagboek. Terwijl ze schrijft droomt ze weg over gebeurtenissen plaatsvonden in de afgelopen week. Zal Toby haar kussen? Zal ze aan Toby vertellen dat ze verliefd op hem is?
Tussen de gebeurtenissen door zijn 7 videoclips van Mega Mindy te zien.

## Rolverdeling
| Acteur         | Personage           |
| -------------- | ------------------- |
| Free Souffriau | Mieke               |
| Louis Talpe    | Toby                |
| Fred Van Kuyk  | Opa Fonkel          |
| Nicky Langley  | Oma Fonkel          |
| Anton Cogen    | Commissaris Migrain |

## Crew
Regie: Matthias Temmermans
Verhaal en scenario: Gert Verhulst, Hans Bourlon en Matthias Temmermans

## Muziek in de special
- Toby Toby
- Ik ben Mega Mindy
- Opa
- Op reis
- Smoorverliefd
- Mega Mindy tijd
- Slaap zacht